# Historien om Lantrian
Historien om Lantrian er en dansk kortfilm fra 2013 instrueret af Filip Max Müller efter eget manuskript.

## Handling
Lantrian er en 10 årig dreng der sammen med sin far prøver at komme igennem den hårde hverdag i jernalderen. De kommer ved uheldige omstændigheder til at give husly til en kriminel og ser sig nødsaget til at flygte fra deres landsby. De bliver kastet ud i et episk eventyr, i en verden hvor alt ikke er som det ser ud.